# Chloris filiformis
Chloris filiformis är en gräsart som först beskrevs av Vahl, och fick sitt nu gällande namn av Jean Louis Marie Poiret. Chloris filiformis ingår i släktet kvastgrässläktet, och familjen gräs. Inga underarter finns listade i Catalogue of Life.